# Elsie Alvarado de Ricord
Elsie Alvarado Moreno de Ricord (David, Panamá, 23 de marzo de 1928-Panamá, Panamá, 18 de mayo de 2005), fue una escritora panameña, destacada lingüista, ganadora del Premio Ricardo Miró en tres ocasiones, miembro de número y primera directora mujer de la Academia Panameña de la Lengua.

## Biografía

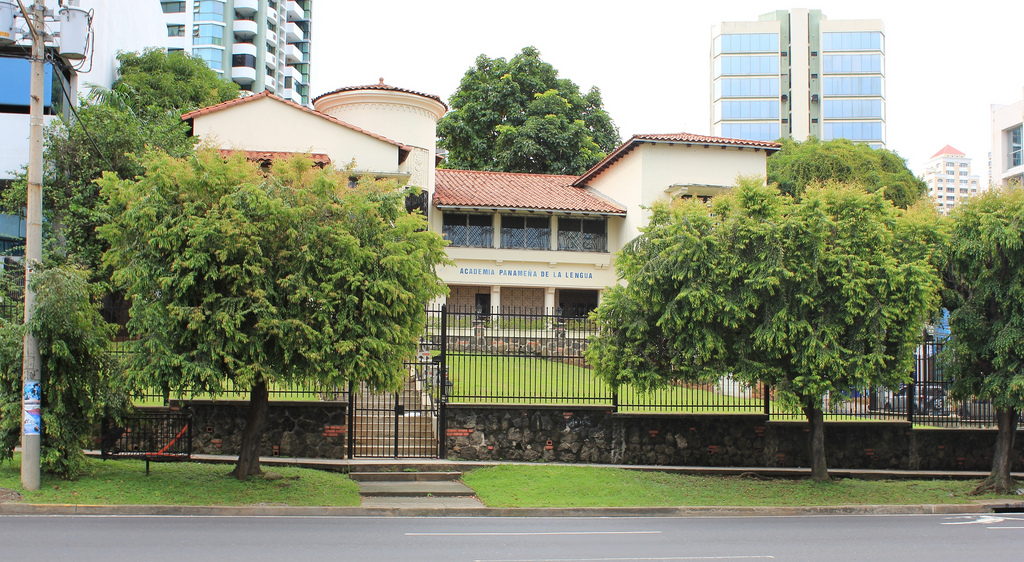
Sede de la Academia Panameña de la Lengua, donde Elsie Alvarado fue miembro de número y primera directora mujer.

Elsie Alvarado Moreno nació en David, provincia de Chiriquí, el 23 de marzo de 1928. Fue la quinta de 12 hijos del matrimonio formado por Emma Moreno Quiel y Manuel B. Alvarado Palacios. Estudió en la Escuela Normal Juan Demóstenes Arosemena, en Santiago de Veraguas (Panamá), y tras obtener su diploma de maestra de educación primaria en 1946 se traslada a la Ciudad de Panamá para seguir estudios universitarios. En ese año contrajo matrimonio con el abogado y catedrático panameño Humberto Ricord, momento en el que adopta el nombre de Elsie Alvarado de Ricord. El fue el padre de su única hija. 
En 1951 obtuvo el título de Profesora de Español en la Universidad de Panamá. Diez años más tarde se doctoró en Filología Románica en la Universidad Central de Madrid y en 1963 consiguió el grado de Investigadora Lingüística en la Escuela de Investigación Lingüística de Madrid.  Fue Presidenta del Círculo Lingüístico de Panamá. Su tesis doctoral titulada La Obra Poética de Dámaso Alonso le valió el primer premio en tesis doctorales hispanoamericanas en el año 1963.
Fue catedrática de lingüística general, teoría literaria, fonética y gramática histórica española; también fue miembro de la Asociación de Lingüística y Filología de América Latina y del Programa Interamericano de Lingüística y Enseñanza de Idiomas.
Fue miembro de número y directora de la Academia Panameña de la Lengua. El 15 de junio de 1973 la silla ocupada por el poeta Octavio Fábrega quedó vacía y Elsie Alvarado de Ricord se convirtió en la tercera mujer en formar parte de la institución, tras los nombramientos de las también poetisas María Olimpia de Obaldía y Stella Sierra. El académico de número Ricardo J. Bermúdez pronunció el discurso de bienvenida en un acto celebrado el 26 de noviembre de 1975. El discurso de ingreso de Elsie Alvarado versó sobre su antecesor, el poeta Octavio Fábrega. En 1991 se convirtió en la primera mujer en ocupar el cargo de directora de la Academia, puesto que ejerció hasta 2002. Fue directora honoraria de la misma desde 2004 hasta su muerte. Fue miembro correspondiente de la Real Academia Española, de la Academia Nacional de Letras de Uruguay y de la Academia Norteamericana de la Lengua Española.
Elsie Alvarado fue una gran admiradora del trabajo de las poetisas panameñas Esther María Osses, María Olimpia de Obaldía y Amelia Denis de Icaza.

## Aportes al estudio de la lengua
Elsie Alvarado fue una autoridad y punto de referencia en el estudio de la lengua española. Dentro de la Academia Panameña de la Lengua mediaba en pleitos lingüísticos y hacía recomendaciones sobre el uso de determinadas palabras y expresiones en el idioma español.
Estuvo a favor del uso del adverbio enantes, ampliamente utilizado en el lenguaje cotidiano panameño, pero rechazado por muchas personas, por considerarlo un arcaísmo. Su argumento fue que la palabra enantes nunca ha caído en desuso en Panamá por lo cual no debe ser considerada un arcaísmo, ni se debe censurar su empleo.
Presentó su oposición a la supresión de las letras ch y ll del alfabeto español, postura que defendió en el XI Congreso de la Lengua en San José, Costa Rica y en Madrid en el año 1994. Defendió la necesidad de mantener la independencia de ambas letras en el alfabeto y en la ordenación alfabética de los diccionarios. A pesar de sus estudiados alegatos, no ganó la batalla y ambas letras fueron excluidas del alfabeto en el X Congreso de la Asociación de Academias de la Lengua Española, en 1994.
Realizó un completo diagnóstico lingüístico en su obra El español en Panamá: estudio fonético y fonológico para el que entrevistó a 100 personas (50 hombres y 50 mujeres) con edades comprendidas entre los 18 y los 65 años, con el propósito de analizar tanto el habla culta como la informal. En su estudio concluye la escasa presencia indígena en el léxico panameño y demuestra la incorporación de otros vocablos lingüísticos. Esta obra es, en opinión de Rodolfo de Gracia, antiguo alumno de Elsie Alvarado y actual secretario académico de la Academia Panameña de la Lengua, un referente en la lingüística de Panamá.
Elsie Alvarado se solidarizó con la lucha feminista. Sin embargo, estuvo en contra del planteamiento del lenguaje igualitario y de la solución de usar la misma palabra en masculino y en femenino, como por ejemplo “niños y niñas” para evitar el uso del masculino (“los niños”) que agrupa ambos géneros.
Debemos a Elsie Alvardo de Ricord la inclusión de las palabras «abuelazón» y «membresía» en el diccionario académico de 1992.

## Obras
Elsie Alvarado de Ricord fue una autora prolífica en crítica literaria, lingüística y poesía. En Panamá gozó de gran autoridad intelectual y académica, sobre todo desde los estudios literarios a través de la crítica estilística, y desde el aspecto idiomático. Prologó varios libros de poesía y publicó numerosos estudios sobre temas literarios y lingüísticos.

### Crítica literaria
- Notas sobre la poesía de Demetrio Herrera Sevillano (1951).
- Escritores panameños contemporáneos (1962). Este estudio antológico fue incorporado el mismo año de su publicación al Diccionario de la literatura latinoamericana, publicado por la entonces Unión Panamérica, hoy Organización de Estados Americanos (OEA), en Washington D. C. (EEUU).
- La obra poética de Dámaso Alonso (1968), tesis doctoral con la que obtuvo la calificación de sobresaliente, publicada por la editorial Gredos de Madrid con prólogo de Ricardo J. Alfaro.
- Aproximación a la poesía de Ricardo Miró (1973), obra con la que ganó su segundo premio Ricardo Miró, publicada por el Instituto Nacional de Cultura
- Rubén Darío y su obra poética (1978), obra bajo el sello de la Biblioteca Nacional de Montevideo y con prólogo del crítico y académico uruguayo Arturo Sergio Visca.[2]

### Lingüística
- El español en Panamá, estudio fonético y fonológico (1971).
- Relaciones del alfabeto ortográfico español con el fonológico (Defensa de la ch y la ll) (1989), publicada por la Imprenta Universitaria de la Universidad de Panamá y por el Boletín de la Academia Panameña de la Lengua.
- Usos del español actual (1966), texto de carácter normativo.[2]

### Poesía
Elsie Alvarado de Ricord encontró en la poesía un medio para expresar su sensibilidad. Su obra poética ha sido traducida a varias lenguas, entre ellas el inglés, el polaco, el ruso y el sueco. El crítico literario panameño Víctor Fernández Cañizalez definió a Elsie Alvarado de Ricord como poetisa del amor, apelativo con la que se la conoce y asocia en Panamá. Sus poemas aparecen publicados en las siguientes obras:
- Holocausto de rosa (1953).
- Entre materia y sueño (1966).
- Pasajeros en tránsito (1973), con prólogo posterior de la poetisa panameña Ester María Osses.
- Es real y es de este mundo (1978).
- Siempre el amor: Poesía completa (2002), prologado por la también académica Berna de Burrell Este fue su quinto poemario y último libro publicado.[2]

## Premios y distinciones
- Premio Ricardo Miró, sección Ensayo, en tres ocasiones, por sus libros Estilo y densidad en la poesía de Ricardo J. Bermúdez (1957), La poesía de Rubén Darío (1967) y Aproximación a la poesía de Ricardo Miró (1972).
- Primer premio del Concurso de Poesía de la Revisa Lotería (1972).
- Premio Universidad, de la Universidad de Panamá, en la sección de Arte y Literatura (1996).
- Premio Atenea de las Letras (1996), concedido por el Club Interamericano de Mujeres Profesionales y de Negocios de Panamá.

- En 1980, como homenaje a su obra literaria, el Departamento de Español de la Universidad de Panamá le dedicó de manera íntegra la Tercera Semana de la Literatura Panameña.[2]

## Honores

### Condecoración Rogelio Sinán
Por sus méritos fue galardonada en 2002 con la Condecoración Rogelio Sinán. Ha sido la primera persona en recibir este galardón que fue instituido mediante la ley No.14 del 7 de febrero de 2001. La condecoración consiste en una medalla de honor, un pergamino y un premio en efectivo de diez mil dólares. Le fue entregada por la presidenta Mireya Moscoso en acto celebrado en el Teatro Nacional. Dimas Lidio Pitty, Presidente del Consejo Nacional de Escritores declaró durante la ceremonia que Elsie Alvarado era la mujer de letras más completa de la historia cultural panameña.

### Orden Manuel Amador Guerrero
En el año 2005 Elsie Alvarado de Ricord recibe por parte del Gobierno Nacional la orden Manuel Amador Guerrero durante el Día Internacional de la Mujer. En esta ocasión Elsie Alvarado definió la poesía como "el arte de las palabras, la que usa el lenguaje más exquisito".